# 宇山芽红
宇山芽红（日语：／ Uyama Megu，1996年1月14日—），日本女子蹦床运动员，2018年世界蹦床锦标赛女子双人网上金牌得主、2019年世界蹦床锦标赛女子个人网上团体金牌得主、2022年世界蹦床锦标赛女子双人网上金牌得主和女子个人网上团体铜牌得主。